# Mirosław Boryca
Mirosław Boryca, né le 2 janvier 1959, à Zgorzelec, en Pologne, est un ancien joueur de basket-ball polonais. Il évoluait au poste d'ailier.